# Sulfurimonas
Sulfurimonas — рід епсилон-протеобактерій, що мешкають в океанських глибинах. Представники роду — сірко-окиснюючі хемолітоавтотрофи, що використовують відновлені сполуки сірки, такі як тіосульфат та елементарна сірка.